# Colostethus
Colostethus là một chi động vật lưỡng cư trong họ Dendrobatidae, thuộc bộ Anura. Chi này có 80 loài.

## Các loài
| - Colostethus agilis - Colostethus alacris - Colostethus alagoanus - Colostethus alessandroi - Colostethus atopoglossus - Colostethus ayarzaguenai - Colostethus baeobatrachus - Colostethus beebei - Colostethus betancuri - Colostethus brachistriatus - Colostethus breviquartus - Colostethus breweri - Colostethus bromelicola - Colostethus brunneus - Colostethus cacerensis - Colostethus caeruleodactylus - Colostethus capixaba - Colostethus capurinensis - Colostethus caribe - Colostethus carioca - Colostethus chalcopis - Colostethus degranvillei - Colostethus delatorreae - Colostethus dunni - Colostethus dysprosium - Colostethus edwardsi - Colostethus flotator, Rainforest Rocket Frog - Colostethus fraterdanieli - Colostethus fugax - Colostethus fuliginosus - Colostethus furviventris - Colostethus goianus - Colostethus granti - Colostethus guanayensis - Colostethus humilis - Colostethus imbricolus - Colostethus infraguttatus - Colostethus inguinalis - Colostethus jacobuspetersi - Colostethus kaiei | - Colostethus kingsburyi - Colostethus lacrimosus - Colostethus latinasus - Colostethus lynchi - Colostethus machalilla - Colostethus mandelorum - Colostethus marchesianus - Colostethus mcdiarmidi - Colostethus melanolaemus - Colostethus mertensi - Colostethus murisipanensis - Colostethus nidicola - Colostethus olfersioides - Colostethus palmatus - Colostethus panamensis - Colostethus parimae - Colostethus parkerae - Colostethus peruvianus - Colostethus picacho - Colostethus poecilonotus - Colostethus praderioi - Colostethus pratti - Colostethus pseudopalmatus - Colostethus pulchellus - Colostethus ramirezi - Colostethus ranoides - Colostethus roraima - Colostethus ruthveni - Colostethus saltuensis - Colostethus sanmartini - Colostethus shrevei - Colostethus stepheni - Colostethus subfolionidificans - Colostethus talamancae - Colostethus tamacuarensis - Colostethus tepuyensis - Colostethus thorntoni - Colostethus trilineatus - Colostethus ucumari Grant, 2007 - Colostethus undulates - Colostethus yaguara |

### Silverstoneia
Chuyển qua chi Silverstoneia bởi Grant et al., 2006
- Silverstoneia erasmios ↔ C. erasmios
- Silverstoneia flotator ↔ C. flotator
- Silverstoneia nubicola ↔ C. nubicola

## Hình ảnh

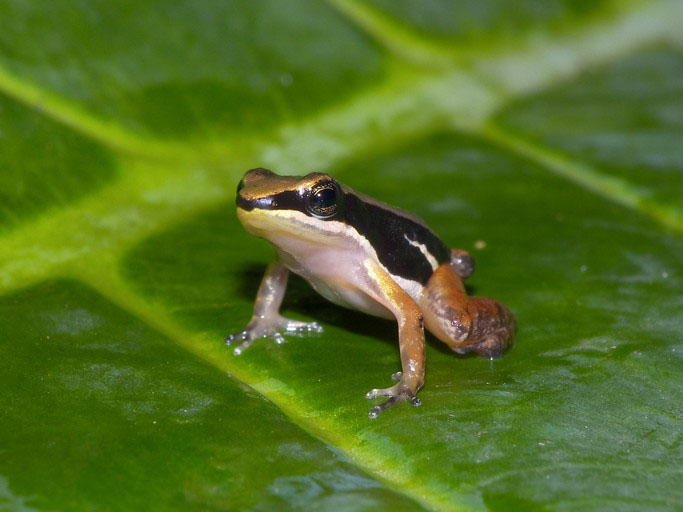
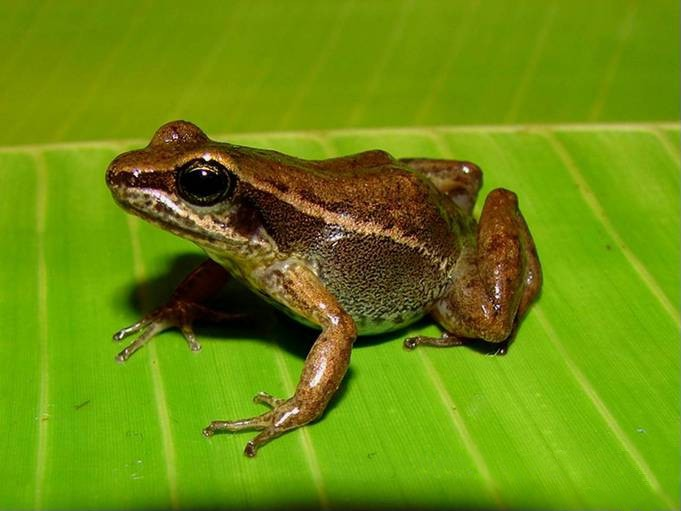
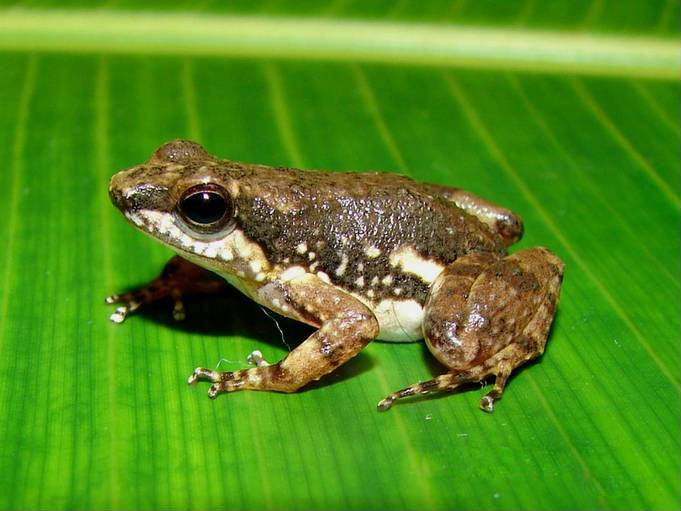